# Villoslada de Cameros
Villoslada de Cameros ist ein Bergort und eine zur bevölkerungsarmen Serranía Celtibérica gehörende Gemeinde (municipio) mit nur noch 348 Einwohnern (Stand: 2024) in der Autonomen Gemeinschaft La Rioja im Norden Spaniens.

## Lage und Klima
Der Ort Villoslada de Cameros liegt am Oberlauf des Río Iregua am nordwestlichen Rand des Parque Natural Sierra de Cebollera ca. 50 km (Fahrtstrecke) südwestlich der Provinzhauptstadt Logroño in einer Höhe von ca. 1040 m. Soria, die Hauptstadt der gleichnamigen altkastilischen Provinz, befindet sich ca. 56 km südöstlich. Das Klima ist gemäßigt bis warm; Regen (ca. 615 mm/Jahr) fällt hauptsächlich im Winter.

## Bevölkerungsentwicklung
| Jahr      | 1857  | 1900 | 1950 | 2000 | 2018 |
| Einwohner | 1.149 | 722  | 666  | 388  | 325  |

Infolge der Mechanisierung der Landwirtschaft, der Aufgabe bäuerlicher Kleinbetriebe und des daraus resultierenden geringeren Arbeitskräftebedarfs ist die Zahl der Einwohner seit der Mitte des 19. Jahrhunderts stetig gesunken.

## Wirtschaft
Die Gemeinde war jahrhundertelang zum Zweck der Selbstversorgung landwirtschaftlich orientiert, wobei die Viehwirtschaft (Milch, Käse, Fleisch) im Vordergrund stand. Heute werden vor allem im Sommerhalbjahr Ferienwohnungen (casas rurales) vermietet.

## Geschichte
Keltiberische, römische, westgotische und selbst islamisch-maurische Siedlungsspuren wurden – mit Ausnahme einer spätrömischen Grabstele – auf dem Gemeindegebiet nicht entdeckt. Das hochgelegene Gebiet diente jahrhundertelang als Sommerweide für Schafe und Ziegen. Eine militärische Rückeroberung (reconquista) durch die Christen fand wohl nicht statt, doch wurde der Platz im Rahmen der Repoblación allmählich besiedelt. Im Mittelalter war die Region zwischen den Königreichen Kastilien und Königreich Navarra umstritten.

## Sehenswürdigkeiten

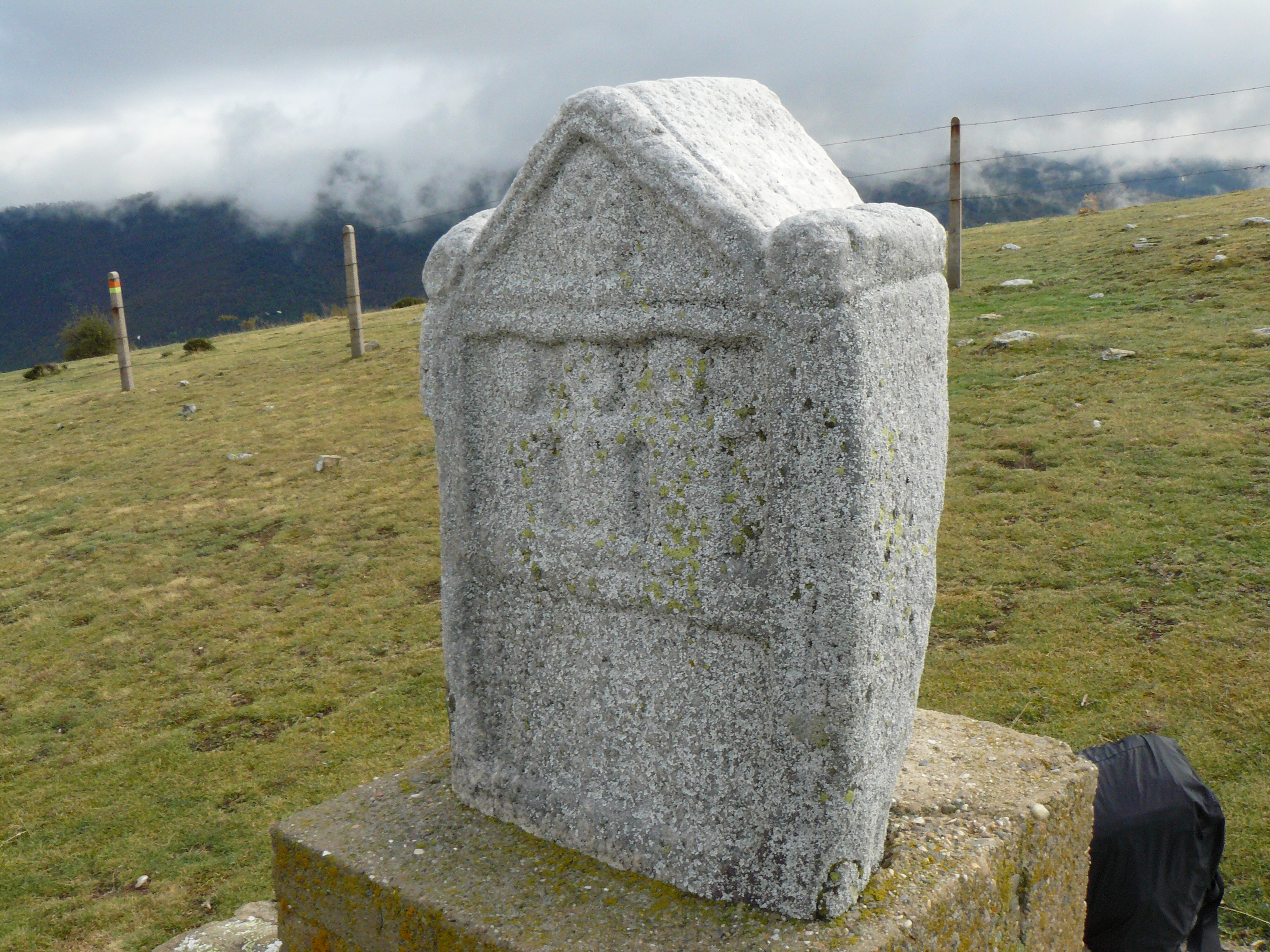
Spätrömische Grabstele

- An der höchsten Stelle des Ortes befindet sich die – unter Verwendung von Teilen eines Vorgängerbaus – im 17. Jahrhundert errichtete Iglesia de Nuestra Señora Del Sagrario. Das schlichte Portal und der Taufstein (pila bautismal) der mittelalterlichen Kirche sind noch erhalten. Das spätbarocke Altarretabel (retablo) im churrigueresken Stil ist während der Fastenzeit durch ein großes Fastentuch (sarga) mit flämisch-westfälischen Malereien der Passion Christi aus dem Jahr 1560 verhängt; das Tuch ist eines von ganz wenigen erhaltenen Exemplaren seiner Art in Spanien.[5]
- Eine mehrbogige mittelalterliche, später jedoch erneuerte Steinbrücke quert den Río Iregua.
- Die meist gepflasterten Gassen des Ortes sind von durchaus imposanten, teilweise verputzten Wohnhäusern begleitet.

Umgebung
- Im Ort und in seiner Umgebung befinden sich mehrere Kapellen (ermitas).
- Auf dem Cerro de San Cristóbal ist eine spätrömische Grabstele aus hellem Granit mit kaum mehr entzifferbaren lateinischen und keltiberischen Schriftzeichen aufgestellt. Der von einem Giebelfeld mit mittiger Rosette und seitlichen Akroteren überhöhte Mittelteil der Stele zeigt drei Figuren.